# Miyavi-diszkográfia
Miyavi japán rockzenész pályafutása során 2024 áprilisával bezárólag 16 nagylemezt, két középlemezt és 27 kislemezt adott ki.

## Stúdióalbumok
| Cím                                     | Album adatai                          | Legmagasabb helyezés | Legmagasabb helyezés |
| Cím                                     | Album adatai                          | Oricon               | Billboard Japan      |
| --------------------------------------- | ------------------------------------- | -------------------- | -------------------- |
| Gagaku                                  | - Kiadás dátuma: 2002. október 31.    | —                    | —                    |
| Garjú                                   | - Kiadás dátuma: 2003. december 2.    | 44                   | —                    |
| Miyavizm                                | - Kiadás dátuma: 2005. június 1.      | 10                   | —                    |
| MYV Pops                                | - Kiadás dátuma: 2006. augusztus 2.   | 15                   | —                    |
| Mijabiuta: Dokuszó                      | - Kiadás dátuma: 2006. szeptember 13. | 25                   | —                    |
| This Iz the Japanese Kabuki Rock        | - Kiadás dátuma: 2008. március 19.    | 25                   | 27                   |
| What’s My Name?                         | - Kiadás dátuma: 2010. október 13.    | 26                   | 33                   |
| Miyavi                                  | - Kiadás dátuma: 2013. június 19.     | 8                    | 8                    |
| The Others                              | - Kiadás dátuma: 2015. április 15.    | 10                   | 9                    |
| Fire Bird                               | - Kiadás dátuma: 2016. augusztus 31.  | 11                   | 11                   |
| Samurai Sessions Vol. 2                 | - Kiadás dátuma: 2017. november 8.    | 11                   | 9                    |
| Samurai Sessions Vol. 3: Worlds Collide | - Kiadás dátuma: 2018. december 5.    | 32                   | 27                   |
| No Sleep Till Tokyo                     | - Kiadás dátuma: 2019. július 24.     | 17                   | 17                   |
| Holy Nights                             | - Kiadás dátuma: 2020. április 22.    | 11                   | 11                   |
| Imaginary                               | - Kiadás dátuma: 2021. szeptember 15. | 25                   | 18                   |
| Lost in Love                            | - Kiadás dátuma: 2024. április 3.     | 25                   | —                    |

## Középlemezek
| Cím                                  | Album adatai                        | Legmagasabb helyezés | Legmagasabb helyezés |
| Cím                                  | Album adatai                        | Oricon               | Billboard Japan      |
| ------------------------------------ | ----------------------------------- | -------------------- | -------------------- |
| 7 Samurai Sessions: We’re Kavki Boiz | - Kiadás dátuma: 2007. július 18.   | 44                   | −                    |
| Samurai Sessions Vol. 1              | - Kiadás dátuma: 2012. november 14. | 21                   | 17                   |

## Válogatásalbumok
| Cím                                         | Album adatai                                                                            | Legmagasabb helyezés | Legmagasabb helyezés |
| Cím                                         | Album adatai                                                                            | Oricon               | Billboard Japan      |
| ------------------------------------------- | --------------------------------------------------------------------------------------- | -------------------- | -------------------- |
| Azn Pride: This Iz the Japanese Kabuki Rock | - Kiadás dátuma: - 2008. június 27. (Tajvan és Dél-Korea) - 2008. augusztus 27. (Japán) | 44                   | 54                   |
| Victory Road to the King of Neo Visual Rock | - Kiadás dátuma: 2009. április 22.                                                      | 65                   | 91                   |
| Fan’s Best                                  | - Kiadás dátuma: 2010. március 24.                                                      | 212                  | —                    |
| All Time Best: Day 2                        | - Kiadás dátuma: 2017. április 5.                                                       | 14                   | 13                   |

## Remixalbumok
| Cím          | Album adatai                        | Legmagasabb helyezés | Legmagasabb helyezés |
| Cím          | Album adatai                        | Oricon               | Billboard Japan      |
| ------------ | ----------------------------------- | -------------------- | -------------------- |
| Room No. 382 | - Kiadás dátuma: 2008. december 24. | 127                  | 89                   |

## Koncertalbumok
| Cím                 | Album adatai                    | Legmagasabb helyezés | Legmagasabb helyezés |
| Cím                 | Album adatai                    | Oricon               | Billboard Japan      |
| ------------------- | ------------------------------- | -------------------- | -------------------- |
| Live in London 2011 | - Kiadás dátuma: 2011. május 2. | —                    | —                    |

## Kislemezek
| Cím | Kislemez adatai | Legmagasabb helyezés | Legmagasabb helyezés | Legmagasabb helyezés |
| Cím | Kislemez adatai | Oricon               | Billboard Japan      | Japan Hot 100        |
| --- | --- | -------------------- | -------------------- | -------------------- |
| 死んでも Boogie-Woogie (Sindemo Boogie-Woogie) | - Kiadás dátuma: 2002. november 30. | —                    | —                    | —                    |
| Pop Is Dead | - Kiadás dátuma: 2002. november 30. | —                    | —                    | —                    |
| ジングルベル (Jingle Bell) | - Kiadás dátuma: 2002. december 18. | 40                   | —                    | —                    |
| 自分革命-2003- (Dzsibun kakumei (2003)) | - Kiadás dátuma: 2003. április 16. | 30                   | —                    | —                    |
| タリラリタララ (Tariraritarara) | - Kiadás dátuma: 2003. június 25. | 42                   | —                    | —                    |
| Coo quack cluck -ク・ク・ル- (Coo quack cluck (Ku. Ku. Ru)) | - Kiadás dátuma: 2003. szeptember 3. | 43                   | —                    | —                    |
| あしタ、元気ニなぁレ (Asita, genki ni naare) | - Kiadás dátuma: 2004. június 23. | 22                   | —                    | —                    |
| ロックの逆襲–スーパースターの条件/21世紀型行進曲 (Rock no gjakusú (superstar no dzsóken) / 21 szeikigata kousinkjoku)                                                    | - Kiadás dátuma: 2004. október 20. | 10                   | —                    | —                    |
| Freedom Fighters -アイスクリーム持った裸足の女神と、機関銃持った裸の王様- (Freedom Fighters (icecream vo otta hadasi no megami to, kikandzsú vo motta hadaka no ószama)) | - Kiadás dátuma: 2005. május 4. | 10                   | —                    | —                    |
| 結婚式の唄～季節はずれのウェディングマーチ～/Are you ready to ROCK? (Kekkonsiki no uta (kiszecu hazure no wedding march) / Are You Ready to Rock?)                       | - Kiadás dátuma: 2005. október 12. | 6                    | —                    | —                    |
| セニョール セニョーラ セニョリータ/Gigpigブギ (Señor Señora Señorita/Gigpig Boogie)                                                                                      | - Kiadás dátuma: 2006. január 18. | 10                   | —                    | —                    |
| Dear my friend/愛しい人 (Dear My Friend/Itosii Hito) | - Kiadás dátuma: 2006. április 12. | 6                    | —                    | —                    |
| 君に願いを (Kimi ni negai vo ) | - Kiadás dátuma: 2006. július 5. | 26                   | —                    | —                    |
| 咲き誇る華の様に/歌舞伎男子 (Szakihokoru hana no jó ni (Neo Visualizm) / Kabuki Boiz)                                                                                    | - Kiadás dátuma: 2007. június 20. | 12                   | —                    | —                    |
| 素晴らしきかな、この世界 -WHAT A WONDERFUL WORLD- (Szubarasikikana, kono szekai (What a Wonderful World))                                                                | - Kiadás dátuma: 2007. november 14. | 13                   | —                    | —                    |
| 陽の光さえ届かないこの場所で (Hi no hikari szae todokanai kono baso de)                                                                                                  | - Kiadás dátuma: 2008. január 16. | 10                   | 11                   | 91                   |
| Survive | - Kiadás dátuma: - 2010. március 10. (Japán) - 2010. március 12-15 (Európa) - 2010. március 16. (Mexikó/Spanyolország) - 2010. március 23. (Kanada/USA) | —                    | —                    | —                    |
| Torture | - Kiadás dátuma: 2010. szeptember 15. | 26                   | 36                   | —                    |
| What's My Name? | - Kiadás dátuma: 2011. február 2. | 57                   | 54                   | 75                   |
| Miyavi VS Kreva: Strong | - Kiadás dátuma: 2011. október 5. | —                    | 19                   | 15                   |
| Miyavi vs Yuksek: Day 1 | - Kiadás dátuma: 2012. július 11. | —                    | 38                   | 66                   |
| Ahead of the Light | - Kiadás dátuma: 2013. február 20. | 21                   | 17                   | 21                   |
| Horizon | - Kiadás dátuma: 2013. június 27. | –                    | –                    | 49                   |
| Real? | - Kiadás dátuma: 2014. szeptember 9. | 23                   | 19                   | –                    |
| Let Go | - Kiadás dátuma: 2014. december 10. - digitális kiadás                                                                                                  | —                    | —                    | –                    |
| Afraid To Be Cool / Raise Me Up | - Kiadás dátuma: 2016. április 29. - digitális kiadás                                                                                                   | —                    | —                    | –                    |
| Live to Die Another Day (Blade of the Immortal c. film betétdala) | - Kiadás dátuma: 2017. március 29. - digitális kiadás                                                                                                   | —                    | —                    | –                    |

## Jótékonysági közreműködések
- A Piece of Water  (iTunes Store, 2006. december 6.)[61]
  - Christmas is...
  - Entre la soledad y el recuerdo (gitárkíséret)
- Rock Nippon sódzsi noriko selection (2007. január 24.)[62]
  - Fankimonkibaibureson: Solo (君にファンキーモンキーバイブレーション~独奏?~)

## DVD-k
- Gekokudzsó (激レア, élő koncert, 2003. július 23.)[63]
- Hitorigei (一人芸, Videóklip-összeállítás, 2004. augusztus 21.)[63]
- Indies Last Live in Nihon Budókan (インディーズ・ラスト LIVE in 日本武道館, élő koncert, 2004. december 1.)[63]
- Noriko no icsi (のり子の一日, élő dokumentumfilm, 2005. január 12.)[63]
- Hitorigei 2 (一人芸2, Videóklip-összeállítás, 2005. december 7.)[63]
- Hitorigei 3 (一人芸3, Videóklip-összeállítás, 2006. december 20.)[63]
- 25 súnen kinen kóen Tokió geidzsucu gekidzsó 5 Days: Dokuszó (25周年記念公演・東京芸術劇場５days 〜独奏〜, élő koncert, 2007. május 2.)[63]
- The Beginning of Neo Visualizm Tour 2007 (Élő koncert, 2008. május 7.)[64]
- Official Bootleg Live at Sinkiba Coast (Élő koncert, 2008. május 7.)[65]
- This Iz The Original Samurai Style (Videóklip-összeállítás, 2008. december 24.)[66]
- Neo Tokyo Samurai Black World Tour vol.1 (Turnéfilm, 2010. március 24.)[67]
- Miyavi, The Guitar Artist Slap The World Tour 2014 (Turnéfilm, 2014. szeptember 10.)[68]